# Национальный музей истории Румынии
Национальный музей истории Румынии — государственный музей в Румынии, расположенный в городе Бухарест. Входит в число крупнейших музеев Румынии, в собраниях которого хранятся румынские исторические артефакты от доисторических времён до современности.
Музей расположен в бывшем здании Почтового дворца, построенного в конце XIX века и считается памятником Бухареста. Национальный музей истории Румынии открылся в 1970 году как первый музей истории и археологии страны. Музей имеет площадь в 8000 м² и вмещает около 60 выставочных залов. Постоянная экспозиция включает гипсовую отливку колонны Траяна, румынские королевские регалии и клад Петроасы.

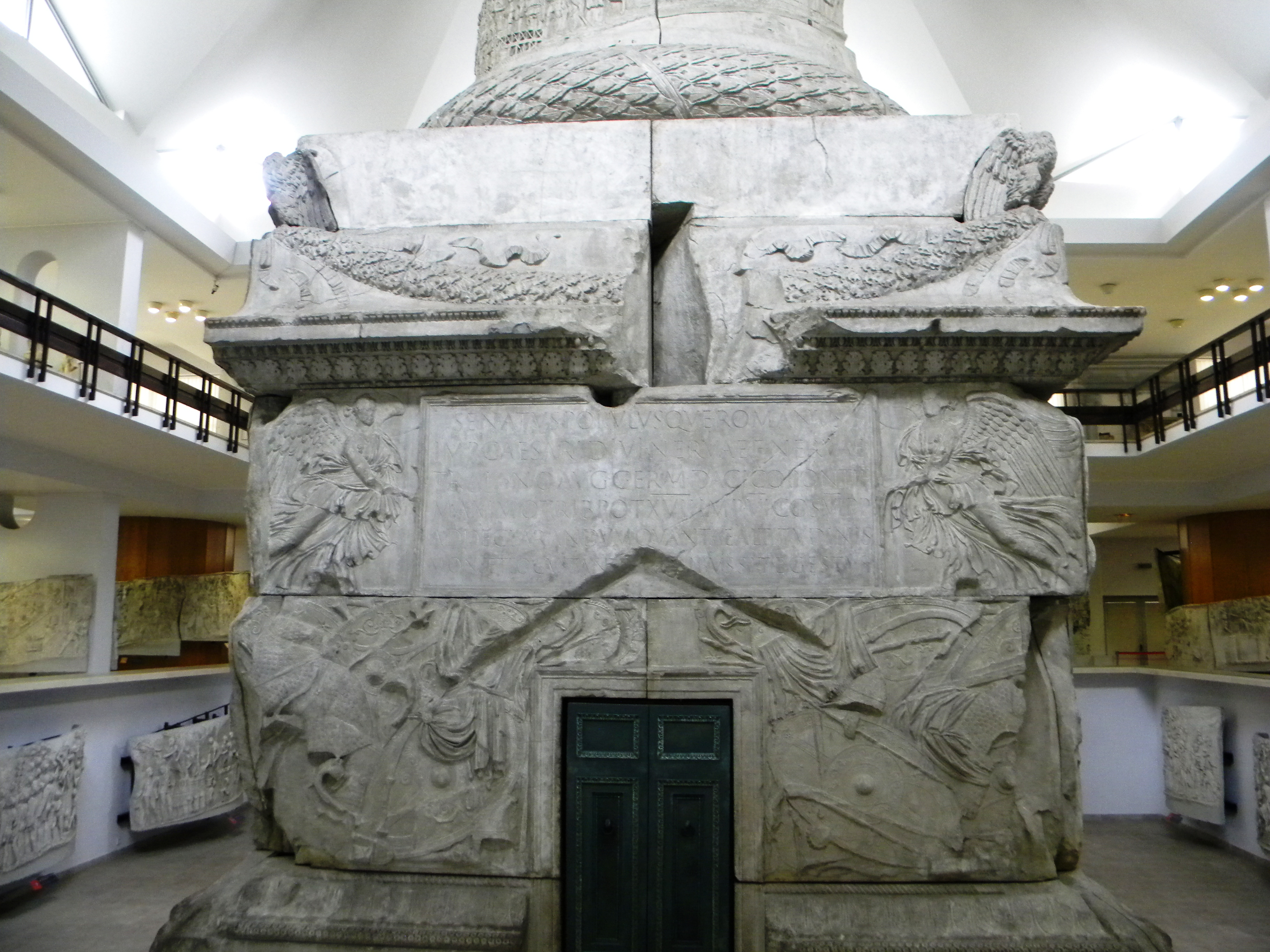
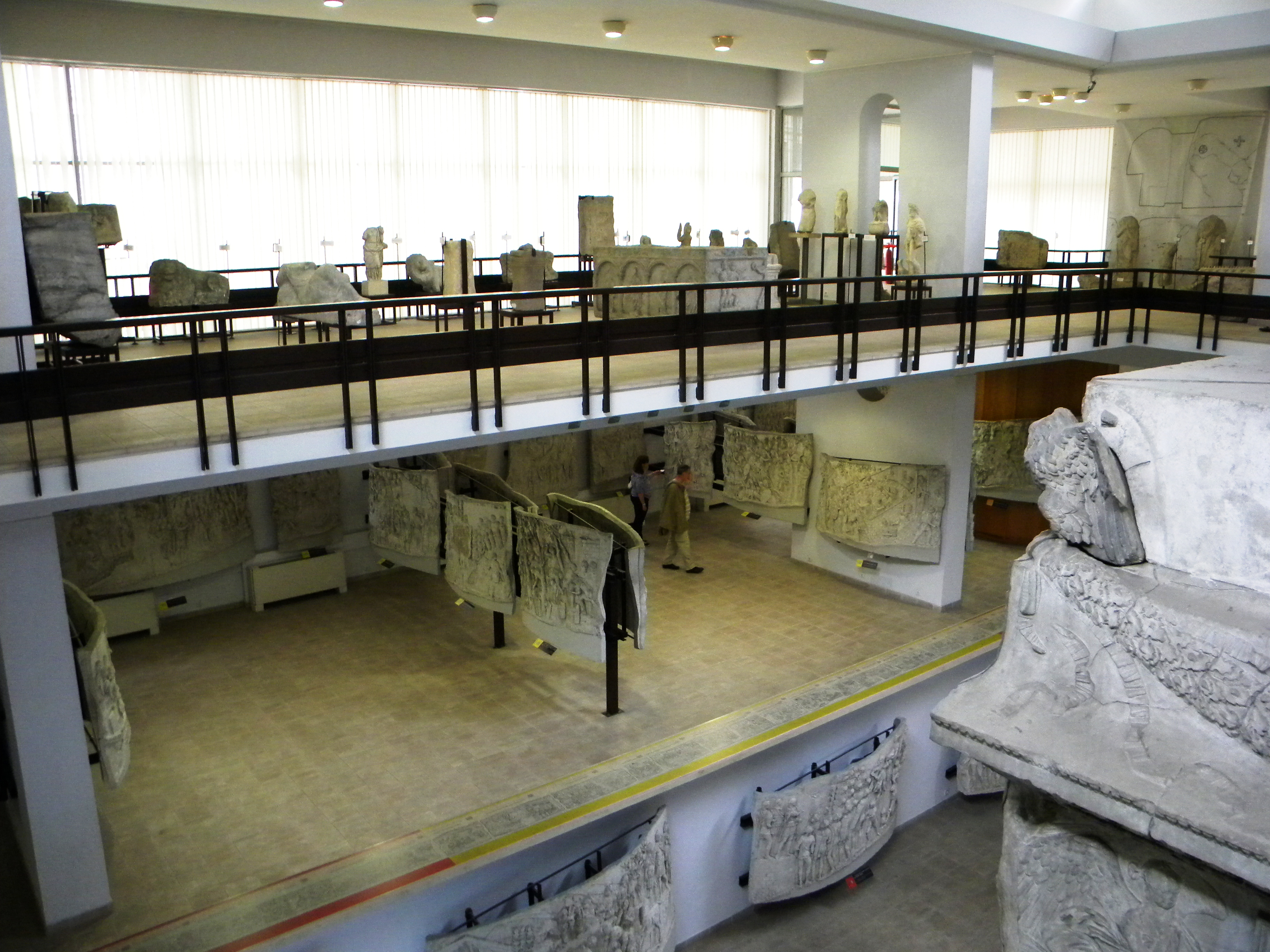
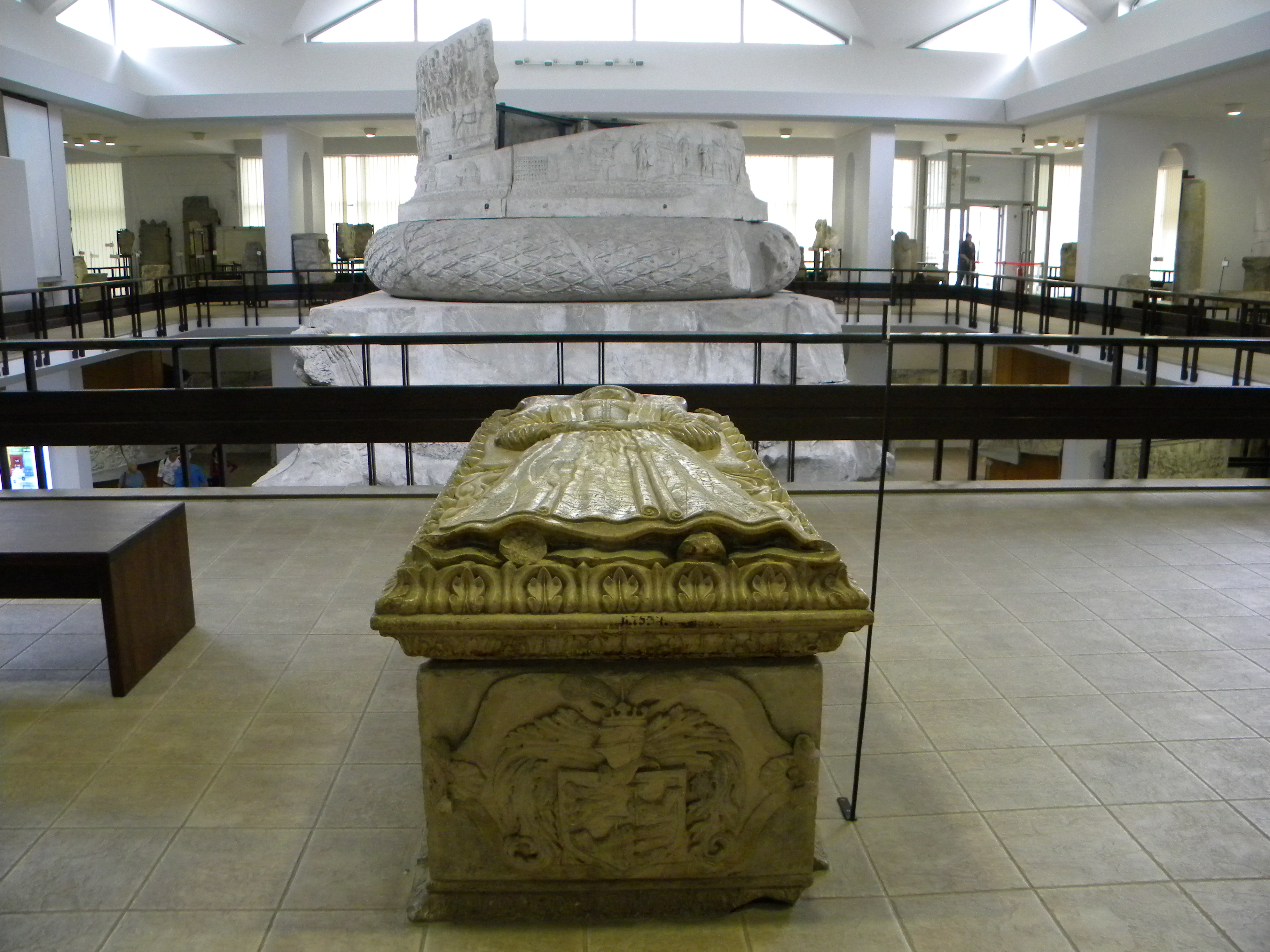
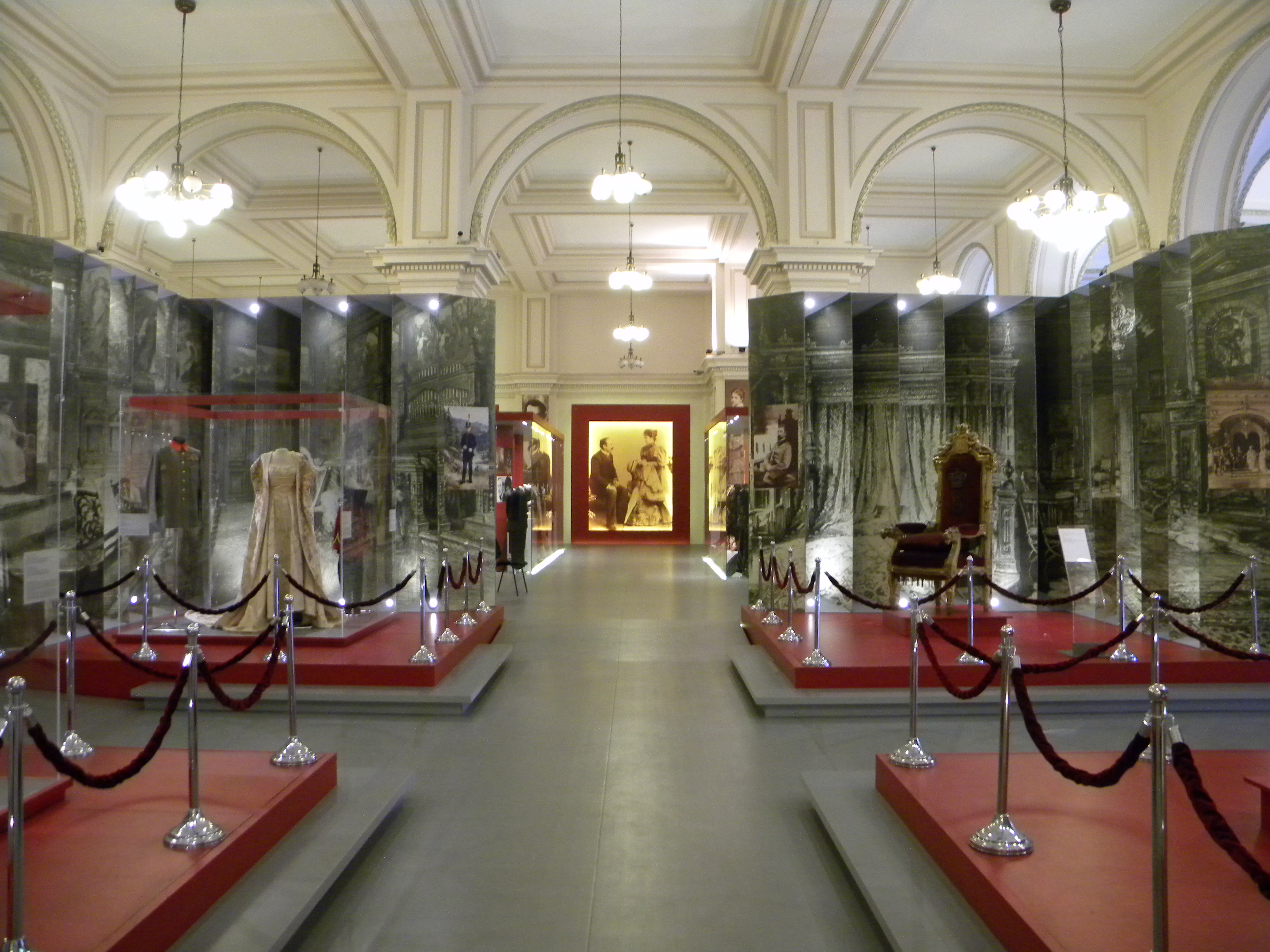
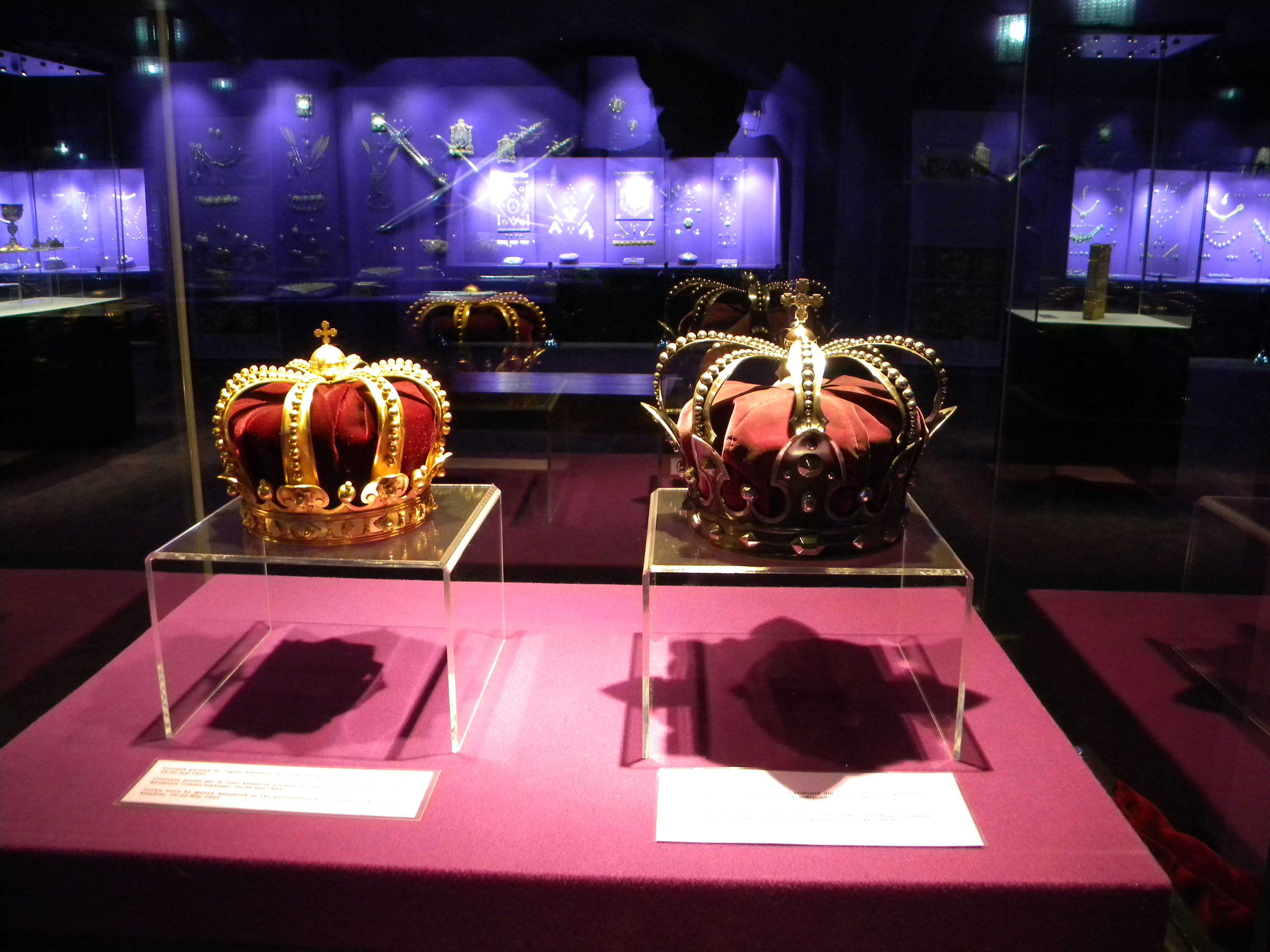
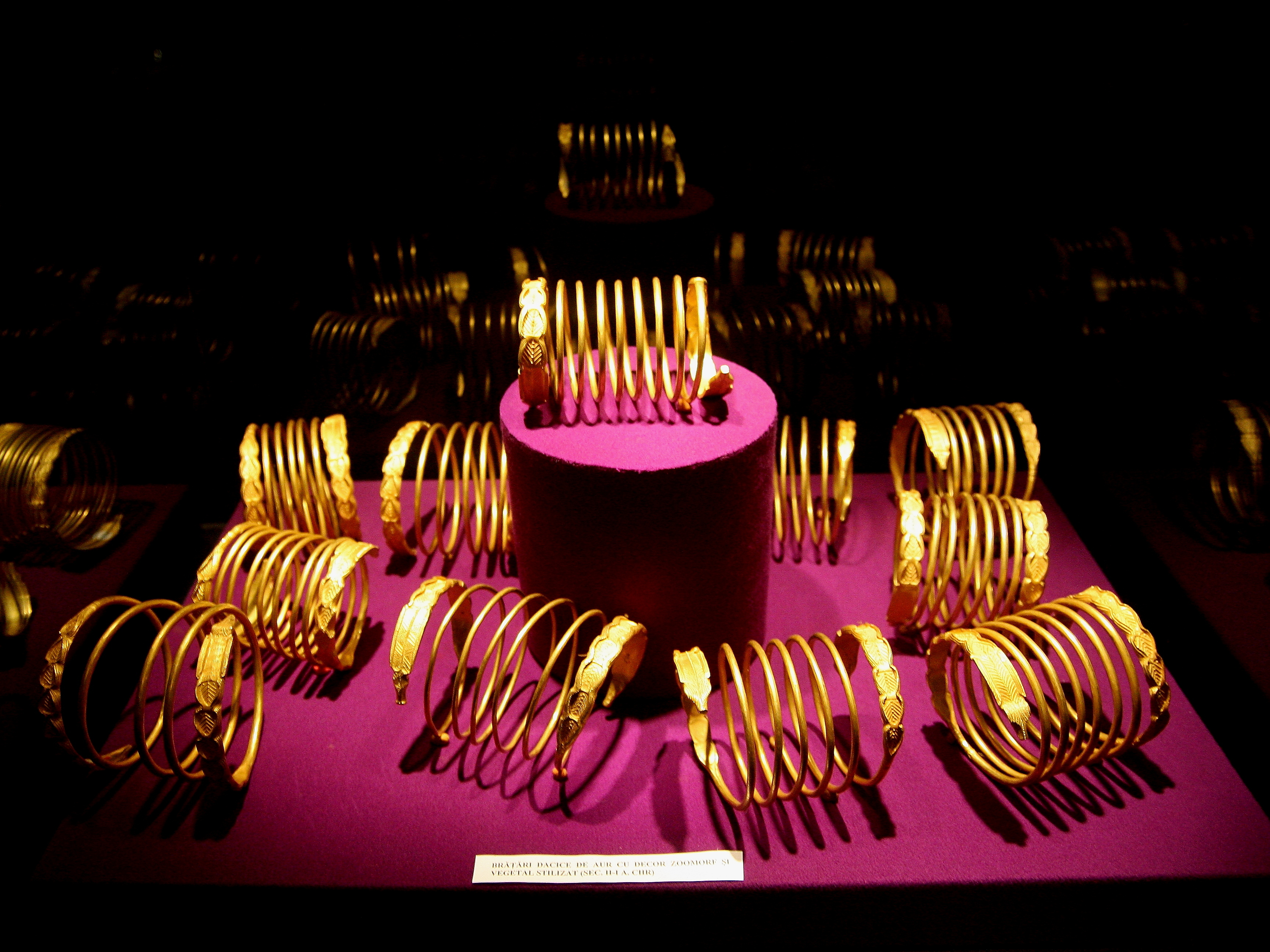
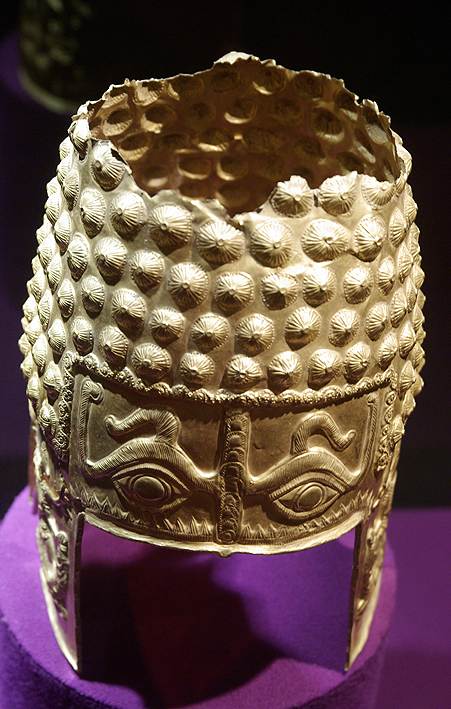
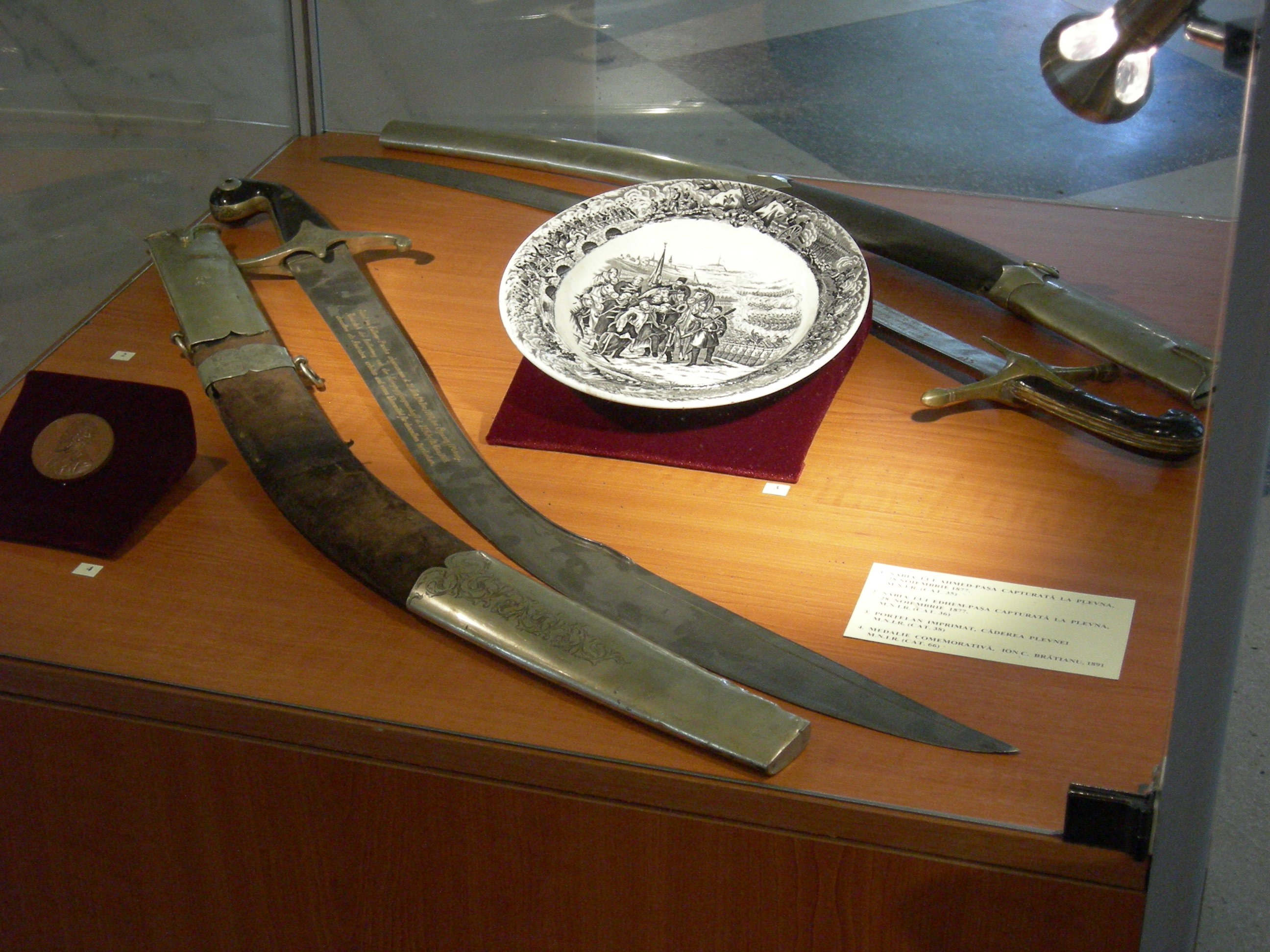